# Sailan Adamow
Sailan Alijewitsch Adamow (kirgisisch Зайлан Алиевич Адамов, englische Transkription: Zaylan Adamov; * 30. September 1986 in der Kirgisischen SSR) ist ein kirgisischer Billardspieler aus Bischkek, der in der Billardvariante Russisches Billard antritt.
Er wurde 2009 kirgisischer Meister in der Disziplin Kombinierte Pyramide und gewann 2005 mit der kirgisischen Nationalmannschaft die Bronzemedaille bei der Teamweltmeisterschaft. Sein bislang bestes Ergebnis bei einer Einzelweltmeisterschaft erzielte er 2008, als er bei der Kombinierte-Pyramide-WM ins Viertelfinale einzog.

## Karriere
Ab 2003 nahm Sailan Adamow regelmäßig an den Asian Open im kasachischen Almaty teil, bei denen er jedoch zunächst nie über die Runde der letzten 32 hinaus kam. Im Januar 2005 bildete er gemeinsam mit Natalja Iwanowa und Kanybek Sagynbajew das kirgisische Team, das bei der Mannschaftsweltmeisterschaft die Bronzemedaille gewann. Bei seiner ersten Einzel-WM 2007 in der Kombinierten Pyramide schied er mit einem Sieg aus drei Spielen in der Vorrunde aus. Ein Jahr später besiegte er unter anderem Vasif Məmmədov und Garri Akopow und erreichte das Viertelfinale, in dem er dem späteren Finalisten Jaroslaw Wynokur mit 3:5 unterlag. Am Jahresende gewann er beim Kremlin Cup unter anderem gegen den Weltmeister Arman Baklatschjan und verpasste nur knapp den Einzug ins Achtelfinale.
Nachdem Adamow bei der Kombinierte-Pyramide-WM 2009 in der Vorrunde ausgeschieden war, wurde er im März 2009 durch einen 5:1-Finalsieg gegen Dschyldys Mamedow kirgisischer Meister in derselben Disziplin. Auf internationaler Ebene blieb er in den folgenden Jahren hingegen erfolglos und musste unter anderem bei den Freie-Pyramide-Weltmeisterschaften 2009 und 2010 sowie bei der Kombinierte-Pyramide-WM 2011 frühe Niederlagen hinnehmen.
Auch in das Jahr 2012 startete Adamow zunächst mit einem frühen Turnieraus, diesmal beim Weltcup. Anschließend gelangte er jedoch bei der Kombinierte-Pyramide-WM in seiner Heimatstadt Bischkek und beim Moskauer Bürgermeisterpokal in die Runde der letzten 32 und bei den Asian Open ins Viertelfinale, in dem er sich Jaroslaw Tarnowezkyj mit 0:6 geschlagen geben musste. In der zweiten Jahreshälfte hingegen folgten erneut einige frühe Niederlagen etwa bei den Weltmeisterschaften in der Freien Pyramide (Letzte 64) und in der Dynamischen Pyramide (Letzte 48) und beim Kremlin Cup (Letzte 128).
Während er 2013 bei zwei nationalen Turnieren ins Finale einzog, beim Kok-Schar-Turnier und beim Queen-Klub-Pokal, und dort gegen Kanybek Sagynbajew (4:6) beziehungsweise Asslan Dschorokulow (0:4) verlor, nahm Adamow im selben Jahr vermehrt an internationalen Turnieren teil, darunter alle drei Weltmeisterschaften. Neben dem 25. Platz beim Savvidi Cup erzielte er seine besten Ergebnisse bei den Weltmeisterschaften in der Kombinierten Pyramide und der Dynamischen Pyramide, bei denen er jeweils nur knapp das Achtelfinale verpasste. Im folgenden Jahr gewann er die Bronzemedaille im kirgisischen Pokal und erreichte bei zwei Weltmeisterschaften die Runde der letzten 16, wobei er in der Dynamischen Pyramide unter anderem gegen Titelverteidiger Sergei Tusow gewann, bevor er gegen Jernar Tschimbajew ausschied.
2015 sicherte sich Adamow zwei Bronzemedaillen bei den kirgisischen Meisterschaften (Kombinierte Pyramide, Freie Pyramide) und gewann im August durch einen 4:3-Endspielsieg gegen Danijel Adschibek uulu den Abiturijent-Pokal. Daneben erreichte er bei der Kombinierte-Pyramide-WM und bei den Asian Open das Achtelfinale und schied bei der Freie-Pyramide-WM 2015 in der Runde der letzten 32 aus.
In den folgenden Jahren nahm Adamow nur noch vereinzelt an Turnieren teil. So musste er bei der Kombinierte-Pyramide-WM und beim Savvidi Cup 2016 Auftaktniederlagen hinnehmen und zwei Jahre später schied er beim Savvidi Cup in der Runde der letzten 64 aus.
2019 trat Adamow wieder stärker international in Erscheinung. Nachdem er in der Kombinierten Pyramide bei der Weltmeisterschaft und im Weltcup die Runde der letzten 64 erreicht hatte, nahm er an vier Turnieren der Moskauer Legend-Cup-Serie teil und erreichte dabei einmal den dritten Platz. Ebenfalls in der russischen Hauptstadt endeten für ihn hingegen der Bürgermeisterpokal und das zweite Kombinierte-Pyramide-Weltcupturnier des Jahres in der Vorrunde. Nachdem er im August bei der Freie-Pyramide-WM in Tscholponata sieglos geblieben war, musste er im Oktober beim Savvidi Cup eine weitere Erstrundenniederlage hinnehmen.

## Erfolge
| Ergebnis | Jahr | Turnier                                | Finalgegner            | Endstand |
| -------- | ---- | -------------------------------------- | ---------------------- | -------- |
| Sieger   | 2009 | Kirgisische Meisterschaft (Komb. Pyr.) | Dschyldys Mamedow      | 5:1      |
| Finalist | 2013 | Kok-Schar-Turnier                      | Kanybek Sagynbajew     | 4:6      |
| Finalist | 2013 | Queen-Klub-Pokal                       | Asslan Dschorokulow    | 0:4      |
| Sieger   | 2015 | Abiturijent-Pokal                      | Danijel Adschibek uulu | 4:3      |

## Teilnahmen an Weltmeisterschaften
| Disziplin            | 2007 | 2008              | 2009              | 2010              | 2011              | 2012 | 2013 | 2014 | 2015 | 2016 | 2017  | 2018  | 2019  | 2020  |
| -------------------- | ---- | ----------------- | ----------------- | ----------------- | ----------------- | ---- | ---- | ---- | ---- | ---- | ----- | ----- | ----- | ----- |
| Freie Pyramide       | –    | –                 | R                 | R                 | –                 | L64  | L64  | R    | L32  | –    | n. a. | –     | R     | n. a. |
| Dynamische Pyramide  | –    | nicht ausgetragen | nicht ausgetragen | nicht ausgetragen | nicht ausgetragen | R    | R    | A    | –    | –    | n. a. | –     | n. a. | n. a. |
| Kombinierte Pyramide | R    | V                 | R                 | –                 | R                 | L32  | L32  | A    | A    | R    | –     | n. a. | L64   | n. a. |
| Quelle:              |      |                   |                   |                   |                   |      |      |      |      |      |       |       |       |       |

| Legende | Legende                               |
| ------- | ------------------------------------- |
| S       | Sieger                                |
| F       | Finalist                              |
| HF / H  | Halbfinalist                          |
| VF / V  | Viertelfinalist                       |
| AF / A  | Achtelfinalist                        |
| LX      | Niederlage in der Runde der letzten X |
| R2      | Niederlage in Runde 2                 |
| R       | Vorrundenaus/Niederlage in Runde 1    |
| –       | nicht teilgenommen                    |
| n. a.   | nicht ausgetragen                     |